# Cláudio Monteiro
Cláudio Ramos Monteiro (São Paulo, Brasil, 27 de Setembro de 1964) é um jurista, professor, político, advogado e magistrado português, antigo Juiz do Tribunal Constitucional e actual Juiz do Supremo Tribunal Administrativo.
Foi Deputado à Assembleia da República de 1995 a 2002, como independente pelo PS.
Entre 2016 e 2020, foi Juiz do Tribunal Constitucional, eleito pela Assembleia da República por indicação do PS.

## Carreira Académica
Licenciado em Direito em 1988 pela Faculdade de Direito da Universidade de Lisboa, Cláudio Monteiro seguiu a carreira académica. Concluiu o Mestrado em Ciências Jurídico-Políticas em 1995 e o Doutoramento em Ciências Jurídico-Políticas em 2011, ambos na Faculdade de Direito da Universidade de Lisboa.
É actualmente Professor Auxiliar da Faculdade de Direito da Universidade de Lisboa. Especializou-se em Direito Administrativo, Direito do Urbanismo e Direitos Reais.
Foi Professor da Faculdade de Direito de Bissau, de 2013 a 2016, no âmbito da Cooperação Jurídica existente entre Portugal e a Guiné-Bissau.

## Carreira Política
Cláudio Monteiro foi militante do CDS. Abandou o partido após a eleição de Manuel Monteiro como Presidente do CDS e a alteração doutrinária anti-europeísta por este introduzida. Integrou depois o Movimento Humanismo e Democracia, um grupo democrata-cristão dissidente do CDS, em que predominava Maria do Rosário Carneiro, e que celebrou em 1995 um acordo com António Guterres, então Secretário-Geral do PS.
Foi eleito Deputado à Assembleia da República, como independente pelo PS, exercendo funções de 1995 a 2002.
- Deputado à Assembleia da República
  - VII Legislatura (1995-10-27 a 1999-10-24) - Lisboa, PS
  - VIII Legislatura (1999-10-25 a 2002-04-04) - Lisboa, PS

## Magistratura
Em 20 de Julho de 2016 Cláudio Monteiro foi eleito Juiz do  Tribunal Constitucional pela Assembleia da República por maioria qualificada (superior a 2/3 dos votos), conforme previsto pela Constituição, tendo a votação secreta registado 162 votos a favor, 43 votos brancos e 16 votos nulos.
Em 22 de Julho de 2016, no Palácio de Belém, foi-lhe conferida a posse pelo Presidente da República Marcelo Rebelo de Sousa como Juiz do Tribunal Constitucional para um mandato de 9 anos. Renunciou ao mandato de juiz do Tribunal Constitucional a 16 de janeiro de 2020, por ter sido nomeado juiz conselheiro do Supremo Tribunal Administrativo.